# Neu-Ulm (huyện)
Neu-Ulm là một huyện ở bang Bayern, Đức. Huyện này giáp các huyện (từ phía đông theo chiều kim đồng hồ): các huyện of Günzburg và Unterallgäu and the state of Baden-Württemberg (các huyện Biberach và Alb-Donau, thành phố Ulm).
Huyện đã được lập năm 1972 thông qua việc sáp nhập các huyện cũ Neu-Ulm và Illertissen với thành phố trước đó không thuộc huyện Neu-Ulm.

## Thị xã và đô thị
| Thị xã                                                         | Đô thị                                                                   |                                                                                              |
| -------------------------------------------------------------- | ------------------------------------------------------------------------ | -------------------------------------------------------------------------------------------- |
| 1. Illertissen 2. Neu-Ulm 3. Senden 4. Vöhringen 5. Weißenhorn | 1. Altenstadt 2. Bellenberg 3. Buch 4. Elchingen 5. Holzheim 6. Kellmünz | 1. Nersingen 2. Oberroth 3. Osterberg 4. Pfaffenhofen an der Roth 5. Roggenburg 6. Unterroth |